# Religión en Hungría
La religión en Hungría ha estado dominada por las confesiones del cristianismo durante siglos. Según el eurobarómetro de 2019, el 75% de los húngaros declararon ser cristianos, de los cuales el 62% eran católicos, el 5% eran protestantes, y un 8% eran miembros de otros grupos cristianos. Al mismo tiempo, el 20% de los húngaros no declararon una afiliación religiosa. Las religiones minoritarias practicadas en Hungría incluyen el budismo (0.1% en 2011), el islam y el judaísmo (0.1% en 2011).

## Cristianismo

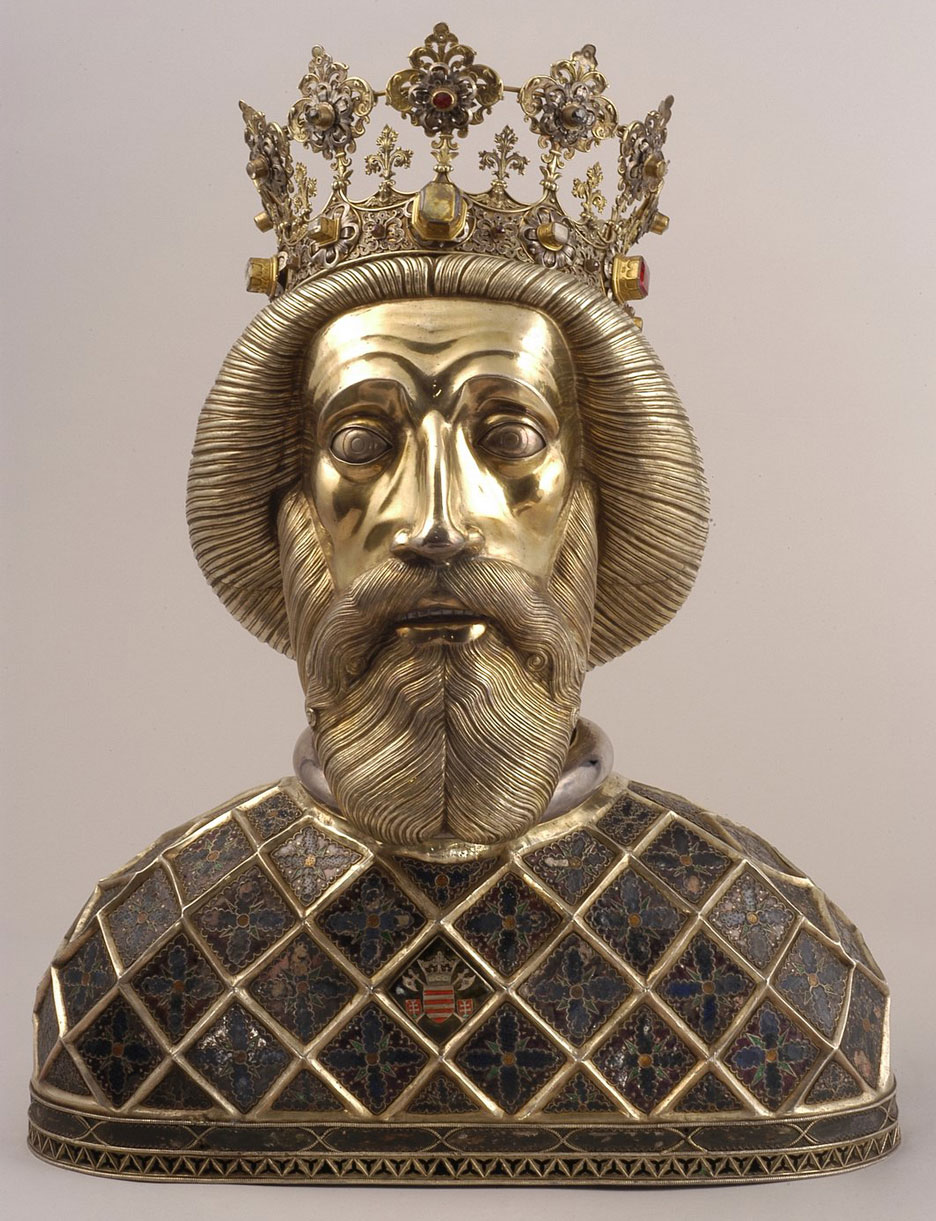
El rey Ladislao I de Hungría, figura importante para la consolidación de la Edad Media.

La mayoría de los húngaros se hicieron cristianos en el siglo XI. El primer rey de Hungría, San Esteban I, adoptó el cristianismo occidental, aunque su madre Sarolt fue bautizada en el cristianismo oriental. Hungría permaneció predominantemente católica hasta el siglo XVI, cuando tuvo lugar la Reforma, convirtiéndose primero el luteranismo y poco después el calvinismo en la religión de casi toda la población. Los protestantes constituían entre el 85 y el 90% de la población total, más de la mitad de la población húngara formaba parte de la Iglesia reformada confesionista calvinista y una cuarta parte de la Iglesia evangélica confesante luterana.
Sin embargo, en la segunda mitad del siglo XVI, los reyes y jesuitas católicos de los Habsburgo lideraron una exitosa campaña de contrarreforma entre los húngaros. Los jesuitas no solo fundaron instituciones educativas, incluida la Universidad Católica Péter Pázmány, la universidad más antigua que todavía existe en Hungría, sino que también organizaron misiones para promover la piedad popular.
Utilizando esfuerzos políticos y de disculpa, la mayoría de la Alta Nobleza que componía la Dieta ya era predominantemente católica en 1640, un proceso consolidado a medida que los nuevos estados reconquistados se otorgaron a la aristocracia convertida, que apoyó en la Contrarreforma. A pesar de esto, la baja nobleza, los habitantes de la ciudad y la gente común aún conservaban una identidad en gran parte protestante, especialmente calvinista, oponiéndose a la semejanza católica alemana de la política cortesana de los Habsburgo. Aliado con los derechos constitucionales impuestos por la nobleza y la presión militar del principado protestante de Transilvaniaen la frontera oriental, la Contrarreforma católica logró resultados parciales en comparación con otras posesiones controladas por los Habsburgo, como Bohemia y Austria, donde el catolicismo fue restaurado a la condición de la única religión del reino.
Algunas de las partes orientales del país, especialmente alrededor de Debrecen (apodado "la Roma calvinista"), todavía tienen comunidades protestantes significativas. La Iglesia Reformada en Hungría es la segunda iglesia más grande de Hungría con 1.153.442 adherentes a partir de 2011. La iglesia tiene 1.249 congregaciones, 27 presbiterios y 1.550 ministros. La Iglesia Reformada apoya 129 instituciones educativas y tiene 4 seminarios teológicos, ubicados en Debrecen, Sárospatak, Pápa y Budapest.
El luteranismo es la tercera religión histórica principal en Hungría. Fue introducido por los colonos sajones a principios del siglo XVI, pero después de su breve eflorescencia, la introducción de la Iglesia Reformada y la Contrarreforma lo hizo casi inexistente entre los húngaros hasta finales del siglo XVII. Más tarde, los sajones y los eslovacos lo reintrodujeron a través de la migración interna. La Iglesia Evangélica Luterana es una pequeña minoría hoy. A pesar de su número relativamente pequeño de adherentes, tuvo un fuerte poder e influencia en la política interna desde la independencia de Hungría del imperio católico de los Habsburgo.
La proporción de todo protestantismo en Hungría ha disminuido de alrededor del 27% a principios del siglo XX a alrededor del 16% a principios del siglo XXI.La ortodoxia oriental en Hungría ha sido la religión principalmente de ciertas minorías nacionales en el país, en particular rumanos, rusos, ucranianos y serbios. Hungría también ha contado con una considerable comunidad católica armenia. Practican el culto de acuerdo con el Rito Armenio, pero se han unido con la Iglesia Católica bajo la primacía del Papa. Algunos de los armenios de Hungría están adheridos a la Iglesia Apostólica Armenia.
La Iglesia de Jesucristo de los Santos de los Últimos Días fue reconocida legalmente en Hungría en junio de 1988 y su primer centro de reuniones en el país fue dedicado en octubre del año siguiente por el presidente Thomas S. Monson. En junio de 1990, se creó la Misión Hungría Budapest, seguida de la primera estaca en junio de 2006. La misión, sus distritos y la Estaca Budapest Hungría contienen 22 barrios y sucursales que atienden a aproximadamente 5000 miembros.

## Judaísmo

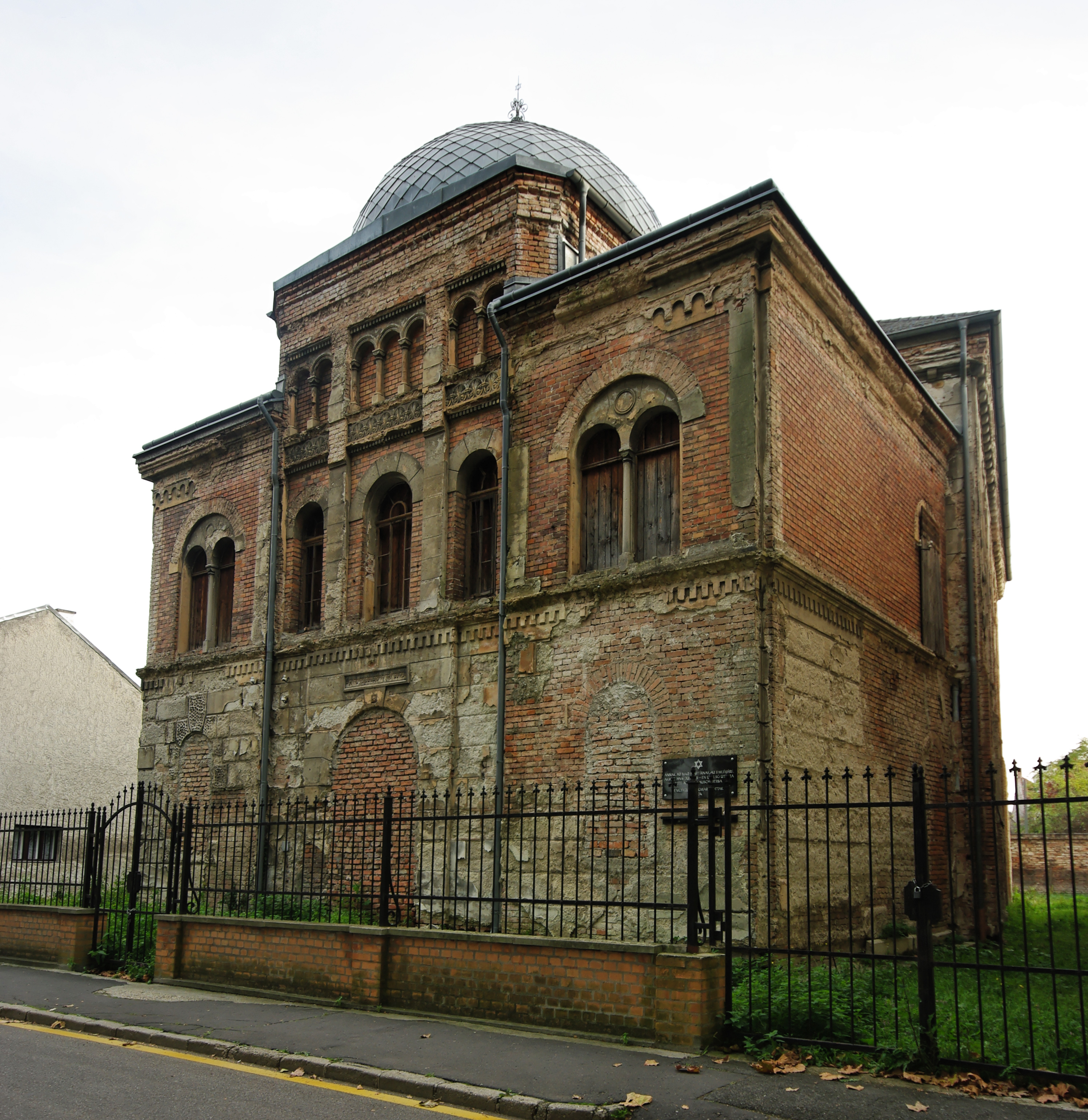
Antigua sinagoga en la ciudad húngara de Sopron.

Históricamente, en Hungría vivió una importante comunidad judía, especialmente cuando muchos judíos, perseguidos en Rusia, encontraron refugio en el Reino de Hungría durante el siglo XIX. El censo de enero de 1941 reveló que el 4,3% de la población, es decir, alrededor de 400 000 personas, eran consideradas de religión judía. En 2011, sólo quedaban 10 965 judíos (0.1% de la población). Algunos judíos húngaros pudieron escapar del Holocausto durante la Segunda Guerra Mundial, pero la mayoría (quizás 550 000) fueron deportados a campos de concentración, de los cuales la mayoría no regresó, o fueron asesinados por los fascistas del partido de la cruz flechada. La mayoría de los judíos que permanecen en Hungría viven en el centro de Budapest, especialmente en el distrito VII. La sinagoga más grande de Europa, la sinagoga de la calle Dohány, se encuentra en Budapest.

## Islam

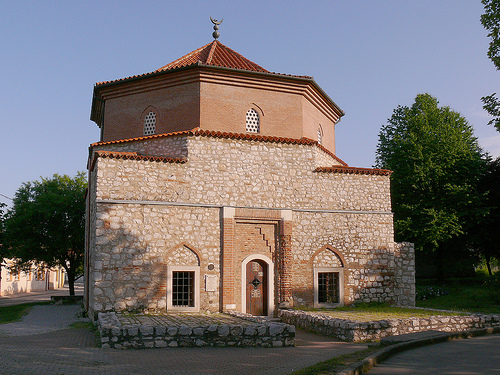
Mezquita en Siklós.

La influencia de los musulmanes en Hungría fue especialmente pronunciada en el siglo XVI durante la época del dominio otomano. Según el censo de 2011, había 5.579 musulmanes en Hungría, menos del 0,1% de la población total. De estos, 4.097 se declararon a sí mismos como húngaros y 2.369 como árabes por etnia.

## Budismo
En las últimas décadas, el budismo se ha extendido a Hungría, principalmente en sus formas Vajrayana a través de la actividad de los monjes misioneros tibetanos. Dado que en Hungría se alienta a las religiones a institucionalizarse en los cuerpos de la iglesia (egyház) para ser reconocidas por el gobierno, se han formado varias instituciones.
El budismo "Navayana" o el budismo Ambedkarite, una reciente denominación budista surgida entre los dalit de la India, una forma de budismo social y políticamente comprometida para mejorar las condiciones de los pueblos marginados, se ha extendido también a la minoría étnica romaní de Hungría.

## Encuestas
| Religión           | 1920      | 1920  | 1930      | 1930  | 1941      | 1941  | 1949      | 1949  | 1992       | 1992  | 1998       | 1998  | 2001       | 2001  | 2011      | 2011  |
| Religión           | Fieles:   | %     | Fieles:   | %     | Fieles:   | %     | Fieles:   | %     | Fieles:    | %     | Fieles:    | %     | Fieles:    | %     | Fieles:   | %     |
| ------------------ | --------- | ----- | --------- | ----- | --------- | ----- | --------- | ----- | ---------- | ----- | ---------- | ----- | ---------- | ----- | --------- | ----- |
| Cristianismo       | 7 496 825 | 93.6  | 8 228 358 | 94.7  | 8 909 799 | 95.7  | 9 049 973 | 98.3  | 9 632 801  | 92.9  | 8 151 998  | 79.4  | 7 583 772  | 74.3  | 5 385 106 | 54.2  |
| Catolicismo        | 5 102 466 | 63.8  | 5 631 146 | 64.8  | 6 119 218 | 65.7  | 6 240 399 | 67.8  | 7 030 182  | 67.8  | 5 934 326  | 57.8  | 5 289 521  | 51.9  | 3 691 348 | 37.1  |
| Catolicismo griego | 175 653   | 2.1   | 201 092   | 2.3   | 233 836   | 2.5   | 248 356   | 2.7   | -          | -     | -          | -     | 268 935    | 2.6   | 179 176   | 1.8   |
| Calvinismo         | 1 670 990 | 20.9  | 1 813 144 | 20.9  | 1 934 853 | 20.8  | 2 014 718 | 21.9  | 2 167 121  | 20.9  | 1 817 259  | 17.7  | 1 622 796  | 15.9  | 1 153 442 | 11.6  |
| Luteranismo        | 496 799   | 6.2   | 533 846   | 6.1   | 557 193   | 6.0   | 482 157   | 5.2   | 435 498    | 4.2   | 400 413    | 3.9   | 304 705    | 3.0   | 214 965   | 2.2   |
| Iglesia Ortodoxa   | 50 917    | 0.6   | 39 839    | 0.5   | 38 317    | 0.4   | 36 015    | 0.4   | -          | -     | -          | -     | 14 520     | 0.1   | 13 710    | 0.1   |
| Otro Cristianismo  | -         | -     | 9291      | 0.1   | 26 382    | 0.3   | 28 328    | 0.3   | -          | -     | -          | -     | 82 790     | 0.8   | 131 108   | 1.3   |
| Judaísmo           | 473 329   | 5.9   | 444 552   | 5.1   | 400 760   | 4.3   | 133 861   | 1.5   | -          | -     | 20 534     | 0.2   | 12 871     | 0.1   | 10 965    | 0.1   |
| Budismo            | -         | -     | -         | -     | -         | -     | -         | -     | -          | -     | -          | -     | 5223       | 0.1   | 9758      | 0.1   |
| Islam              | -         | -     | -         | -     | -         | -     | -         | -     | -          | -     | -          | -     | 3201       | 0.0   | 5579      | 0.0   |
| Otras              | -         | -     | -         | -     | -         | -     | -         | -     | -          | -     | -          | -     | 2513       | 0.0   | 3627      | 0.0   |
| Irreligion         | -         | -     | -         | -     | -         | -     | -         | -     | -          | -     | -          | -     | 1 483 369  | 14.5  | 1 659 023 | 16.7  |
| Ateísmo            | -         | -     | -         | -     | -         | -     | -         | -     | -          | -     | -          | -     | -          | -     | 147 386   | 1.5   |
| NR                 | 16 721    | 0.2   | 2553      | 0.0   | 5515      | 0.0   | 20 965    | 0.2   | 725 830    | 7.0   | 2 094 468  | 20.4  | 1 104 333  | 10.8  | 2 699 025 | 27.2  |
| Total:             | 7986875}} | 100.0 | 8 685 109 | 100.0 | 9 316 074 | 100.0 | 9 204 799 | 100.0 | 10 369 000 | 100.0 | 10 267 000 | 100.0 | 10 198 315 | 100.0 | 9 937 628 | 100.0 |

### Religión por condado

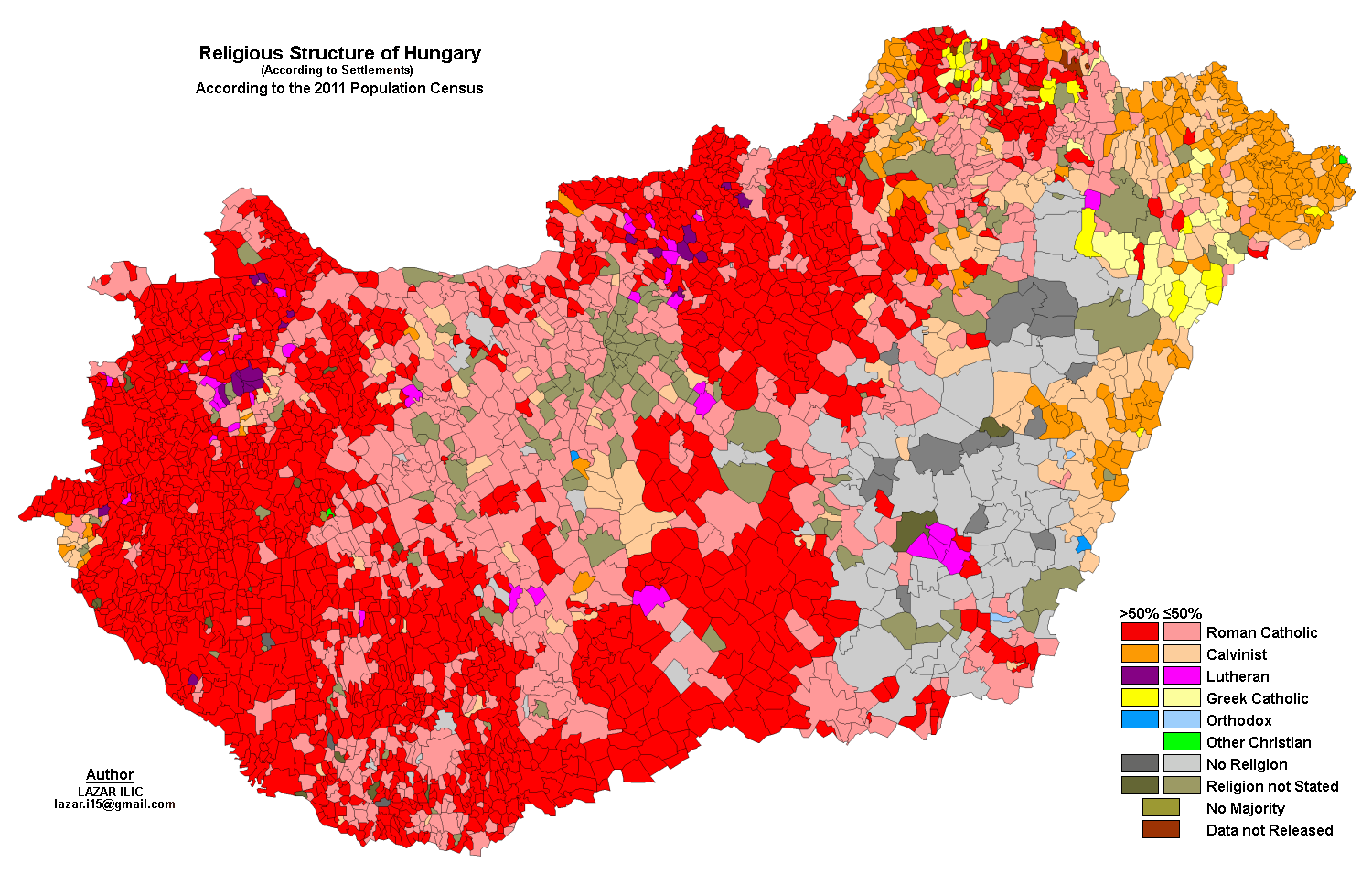
Distribución religiosa por condado en Hungría, censo de 2011.

| Estado                 | Catolicismo | Catolicismo Bizantino | Calvinismo | Luteranismo | Iglesia Ortodoxa | Otras Creencias | No Creyentes | Ateos |
| ---------------------- | ----------- | --------------------- | ---------- | ----------- | ---------------- | --------------- | ------------ | ----- |
| Baranya                | 63.2%       | 0.4%                  | 8.7%       | 1.6%        | 0.1%             | 2.0%            | 21.9%        | 2.0%  |
| Bács-Kiskun            | 65.4%       | 0.3%                  | 11.6%      | 3.4%        | 0.1%             | 2.3%            | 15.8%        | 1.1%  |
| Békés                  | 25.5%       | 0.3%                  | 17.0%      | 10.2%       | 1.3%             | 2.5%            | 41.5%        | 1.5%  |
| Borsod-Abaúj-Zemplén   | 47.6%       | 6.7%                  | 26.0%      | 0.7%        | 0.0%             | 1.9%            | 15.9%        | 1.1%  |
| Csongrád               | 53.9%       | 0.6%                  | 9.6%       | 1.1%        | 0.3%             | 2.5%            | 29.8%        | 2.2%  |
| Fejér                  | 50.1%       | 0.4%                  | 15.3%      | 2.4%        | 0.1%             | 1.8%            | 27.6%        | 2.1%  |
| Győr-Moson-Sopron      | 73.6%       | 0.3%                  | 4.5%       | 6.4%        | 0.0%             | 1.2%            | 12.5%        | 1.4%  |
| Hajdú-Bihar            | 13.1%       | 7.9%                  | 38.6%      | 0.3%        | 0.2%             | 2.5%            | 35.8%        | 1.6%  |
| Heves                  | 70.2%       | 0.5%                  | 6.4%       | 0.5%        | 0.0%             | 2.1%            | 18.8%        | 1.4%  |
| Jász-Nagykun-Szolnok   | 43.1%       | 0.4%                  | 15.0%      | 0.4%        | 0.0%             | 1.4%            | 37.9%        | 1.6%  |
| Komárom-Esztergom      | 51.1%       | 0.6%                  | 14.1%      | 2.1%        | 0.1%             | 1.8%            | 28.3%        | 2.0%  |
| Nógrád                 | 72.5%       | 0.3%                  | 2.7%       | 5.1%        | 0.0%             | 2.3%            | 16.0%        | 1.1%  |
| Pest                   | 50.5%       | 1.1%                  | 15.6%      | 3.8%        | 0.2%             | 3.2%            | 23.3%        | 2.3%  |
| Somogy                 | 70.6%       | 0.2%                  | 8.9%       | 2.4%        | 0.0%             | 1.5%            | 14.9%        | 1.3%  |
| Szabolcs-Szatmár-Bereg | 24.5%       | 16.5%                 | 43.6%      | 2.5%        | 0.1%             | 2.3%            | 9.9%         | 0.6%  |
| Tolna                  | 62.0%       | 0.2%                  | 10.6%      | 3.9%        | 0.1%             | 1.5%            | 20.5%        | 1.3%  |
| Vas                    | 78.9%       | 0.1%                  | 3.7%       | 7.9%        | 0.1%             | 1.0%            | 7.1%         | 1.0%  |
| Veszprém               | 63.6%       | 0.3%                  | 11.6%      | 4.9%        | 0.1%             | 1.6%            | 16.5%        | 1.5%  |
| Zala                   | 81.9%       | 0.1%                  | 3.2%       | 1.8%        | 0.0%             | 1.0%            | 10.7%        | 1.1%  |
| Budapest               | 43.8%       | 1.4%                  | 12.8%      | 2.6%        | 0.3%             | 4.3%            | 30.0%        | 4.7%  |
| Total                  | 51.0%       | 2.5%                  | 15.9%      | 3.0%        | 0.2%             | 2.5%            | 22.9%        | 2.0%  |